# Julián Aprea
Julián Aprea (Ciudad de Buenos Aires, Argentina, 2 de diciembre de 1987) es un baloncestista argentino que se desempeña como pívot en Zárate Basket de la Liga Nacional de Básquet.

## Trayectoria
Aprea comenzó su carrera como deportista en las divisiones formativas de Ferro, donde jugó como arquero para el equipo juvenil de fútbol. Tras alcanzar los 2.01 metros de altura a sus 15 años, decidió cambiar de deporte y comenzó a jugar baloncesto. Debutó en el TNA y luego fue transferido a Boca. En su primera temporada en ese club se coronó campeón de la Copa Argentina y de la Liga Nacional de Básquet a nivel local, mientras que a nivel internacional ayudó al equipo a obtener el Campeonato Sudamericano de Clubes Campeones. La siguiente temporada no fue tan fructífera, por lo que la terminó jugando para AMAD de Goya en el Campeonato Argentino de Clubes (cuarta categoría).
Tras desvincularse de Boca en julio de 2008, acordó incorporarse a Ciclista Juninense, pero un mes después dejó el club y fichó con GEBA de la Liga B. En la temporada siguiente permaneció en la misma categoría, pero jugando para Gimnasia y Esgrima de Villa del Parque, equipo que se consagraría campeón y conseguiría el ascenso al TNA. 
Después de participar de la Liga de Invierno de Buenos Aires de 2010, Aprea se unió a Obras de la LNB, cuyo entrenador era Julio Lamas. Sin embargo el pivot sólo estuvo un semestre con el club, retornado en enero de 2011 a GEVP, equipo que finalmente terminaría último en el TNA. Fue convocado poco después por el equipo brasileño Tijuca para jugar el tramo final de la Supercopa de Brasil, torneo en el que se consagrarían campeones. 
Aprea formó parte del plantel de pre-convocados de la selección argentina de baloncesto que debía disputar los Juegos Panamericanos de 2011, pero no llegó a integrar el grupo final de los que asistieron a la competición. 
El pivot jugó la temporada 2011-12 de la LNB con Regatas Corrientes, terminando con promedios de 3.1 puntos y 2.1 rebotes en 10.1 minutos de juego por partido (en el medio del torneo sufrió una lesión que lo dejó inactivo y le permitió a Pedro Calderón tomar su lugar). Desvinculado de la institución correntina, fichó con Atenas de Córdoba, pero fue cortado tras un semestre para que pudiese arribar Fabricio Oberto en su reemplazo. Aprea se mantuvo tres semestres más en la LNB, jugando para La Unión de Formosa, Argentino de Junín y Lanús. Al no poder consolidarse en la categoría, regresó al TNA para reforzar al plantel de la Universidad Nacional del Chaco Austral. Con esa institución jugó también en los Juegos Universitarios Argentinos de 2015, un torneo amateur de baloncesto vedado para jugadores profesionales. A causa de ello su salida del club fue en medio de un escándalo.
Aprea fue tentado para incorporarse a Ramos Mejía Lawn Tennis Club, pero el proyecto terminó cancelándose y el jugador permaneció inactivo a nivel profesional por varios meses. Reapareció recién en abril de 2016 fichado por el Racing Club de Avellaneda como figura para disputar el Torneo Pre-Federal de la FEBAMBA. Tras su breve pero exitosa actuación en esa competición, pasó las siguientes dos temporadas en el TNA, la primera con Independiente BBC de Santiago del Estero y la segunda con Tiro Federal de Morteros, para migrar luego a Chile y disputar la Liga Sudamericana de Clubes 2018 con Leones de Quilpué.
Retornó a la Argentina para incorporarse a Presidente Derqui, equipo del Torneo Federal de Básquetbol.
En julio de 2019 se anunció su retorno a la LNB como uno de los internos de Hispano Americano, sin embargo la temporada 2019-20 de la LNB quedó inconclusa a causa de la suspensión producida por el inicio de la pandemia de COVID-19. Aprea recién retomó la actividad en enero de 2021, incoporándose a Platense. Al finalizar el campeonato, renovó su vínculo con el club por una nueva temporada.
Aprea se unió a San Lorenzo en julio de 2022. Su equipo realizó una mala campaña, viéndose obligado a jugar la serie de playouts contra Atenas de Córdoba. De todos modos una lesión lo obligó a perderse el final de la temporada.

### Clubes
| Club                      | País      | Año             |
| ------------------------- | --------- | --------------- |
| Ferro                     | Argentina | 2005 - 2006     |
| Boca Juniors              | Argentina | 2006 - 2008     |
| AMAD de Goya              | Argentina | 2008            |
| GEBA                      | Argentina | 2008 - 2009     |
| GEVP                      | Argentina | 2009 - 2010     |
| Obras                     | Argentina | 2010            |
| GEVP                      | Argentina | 2011            |
| Tijuca                    | Brasil    | 2011            |
| Regatas Corrientes        | Argentina | 2011 - 2012     |
| Atenas                    | Argentina | 2012            |
| La Unión de Formosa       | Argentina | 2013            |
| Argentino de Junín        | Argentina | 2013            |
| Lanús                     | Argentina | 2014            |
| UNCAUS                    | Argentina | 2014 - 2015     |
| Racing Club de Avellaneda | Argentina | 2016            |
| Independiente BBC         | Argentina | 2016 - 2017     |
| Tiro Federal de Morteros  | Argentina | 2017 - 2018     |
| Leones de Quilpué         | Chile     | 2018            |
| Presidente Derqui         | Argentina | 2019            |
| Hispano Americano         | Argentina | 2019 - 2020     |
| Platense                  | Argentina | 2021 - 2022     |
| San Lorenzo               | Argentina | 2022 - 2023     |
| Zárate Basket             | Argentina | 2023 - Presente |